# NPremium4
nPremium4 è una rete televisiva generalista polacca gestita e di proprietà di Grupa ITI che trasmette in lingua polacca.